# بركة الشيحيات

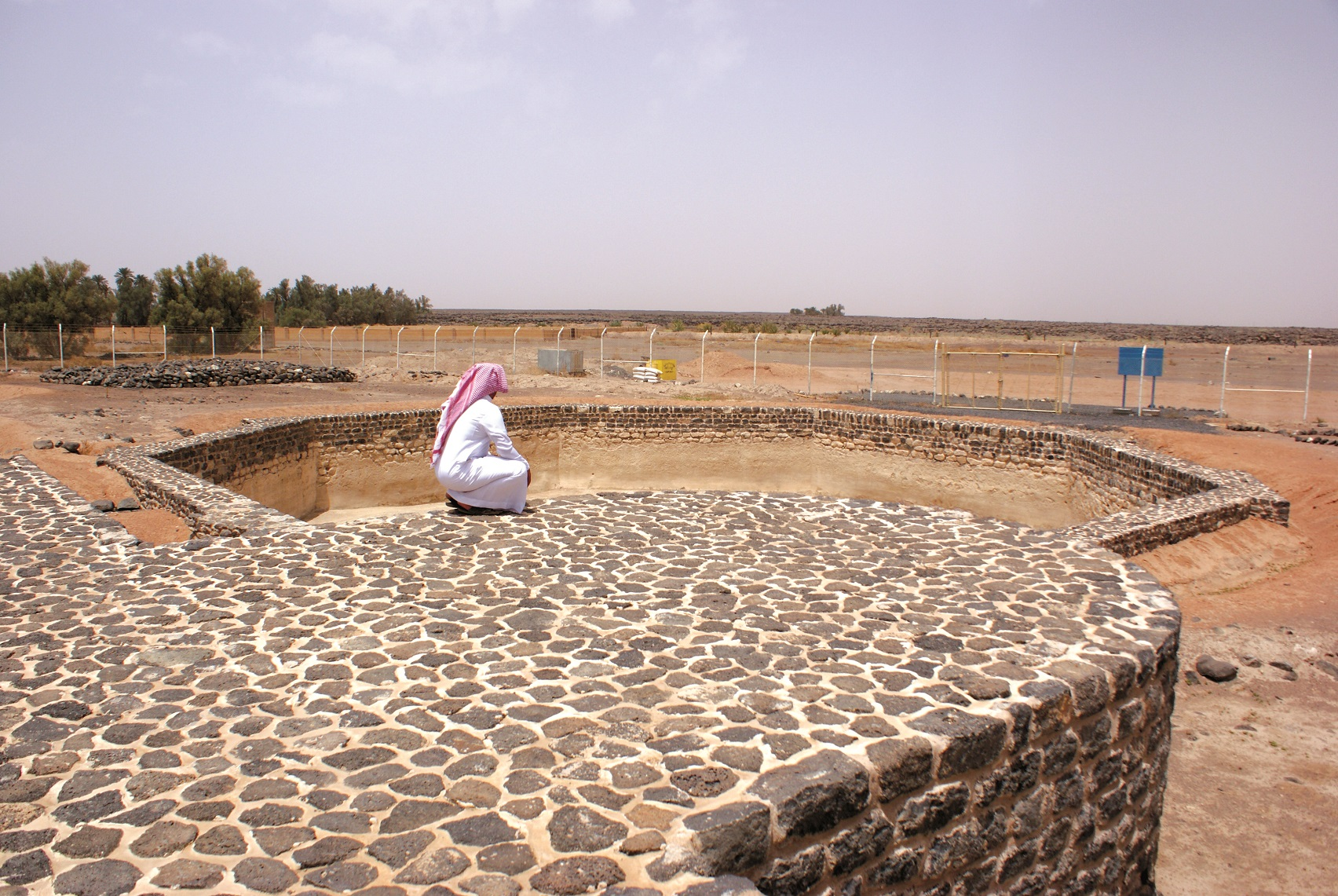

بركة الشيحيات أو بركة الشقوق هي واحدة من المعالم التاريخية الواقعة علي طريق الحج القديم والذي سمي بدرب زبيدة. وهي واحدة من كنوز التراث النادرة في بناءها وتصميمها المعماري، والتي شيدت في العصر العباسي، حيث يبلغ عدد البرك المشيدة حوالي (27) بركة رئيسة بين كل بركة والأخري حوالي 50كم بالإضافة الي العديد من البرك الثانوية الصغيرة والاستراحات، وهدف انشاءها هو تأمين حاجة قوافل الحجاج من الماء.

## التسمية
ترجع تسمية هذه البركة بالشيحيات نظرًا لانتشار نبات الشيح بموقعها.

## الموقع والوصف
تقع بمنطقة الحدود الشمالية جنوب رفحاء، وهي تقع جنوب بركة أم العصافير، وتبعد عن بركة زبالا حوالي 34كم جنوبا، وهي عبارة عن بركة دائرية قطرها حوالي 50م مدعمة من الداخل بدعمات اسطوانية الشكل واخري مستطيلة، وهي من المحطات الرئيسة علي درب زبيدة ويوجد بها بركتان لآبار المياه وأحواض، وفي الأماكن المرتفعة منها توجد منازل وقصور والتي تهدمت مع مرور الزمن ولم يبق منها إلا بعض الحجارة حتي أن البرك ردم بعضها وغطته الرمال.
وقد زارتها الرحالة الإنجليزية الشهيرة«آن بلنت» في القرن 18 م واشادت بها وذكرتها في الكتب التي سطرت بها رحلتها.
والبركة تمثل محطة رئيسة علي درب زبيدة، وهذا الدرب علي الرغم من أنه كان موجودًا في عصر صدر الاسلام وكان معروفًا بطريق الحج الكوفي، الا انه اشتهر بدرب زبيدة وذلك بفضل أعمال الخير التي قدمتها والتي كانت تهدف من ورائها إلي توفير المياه لحجاج بيت الله الحرام، خاصة بعدما كادت أن تموت من العطش وهي في طريقها إلي الحج وفقاً لما ذكرته «آن بلنت» وهذا الدرب يمتد إلي مسافة 1400كم داخل الأراضي السعودية وقد استخدم قديما في نقل الحجاج من العراق وبعض أجزاء الشام إلي الديار المقدسة.

## الأهمية التاريخية والسياحية
بركة الشيحيات تحفة معمارية نادرة، ولذلك تحاول المملكة جاهدة في السنوات القليلة الماضية إعادة ترميم درب زبيدة بأكمله بما فيه بركة الشيحيات بما تملكة من بقايا منازل وقصور فريدة البناء والتصميم، والذي يمكن أن يعد مزارًا سياحيًا جاذبًا؛ حيث ان لهذا الدرب من ذكريات روحانية لدي المسلمين لارتباطة بحجاج بيت الله الحرام.